# Astro Boy (film)
Astro Boy è un film d'animazione del 2009 diretto da David Bowers.
Si tratta di un adattamento cinematografico della famosa serie di manga fantascientifici Astro Boy di Osamu Tezuka.
Il film è uscito nelle sale cinematografiche mondiali a ottobre 2009, la data precisa varia di paese in paese. Negli USA è uscito il 23 ottobre 2009, mentre in Italia è stato distribuito il 18 dicembre dello stesso anno.

## Trama
Il film inizia con un breve riassunto della storia di Metro-city: nel futuro, dopo che la Terra è stata completamente inquinata dagli scarti e rifiuti degli umani, la città giapponese e immaginaria di Metro-city si distacca dal suolo diventando una metropoli volante e grazie all'ausilio del geniale dottor Tenma e dei suoi avanzatissimi robot lavoratori, favorisce una vita tranquilla ai cittadini.
Il collaboratore di Tenma, il dottor Elefun, ha scoperto un nuovo tipo di energia, il Nucleo Blu positivo, derivato dell'esplosione di una stella di neutroni e più potente dell'energia nucleare ma per niente dannosa, e con essa intende ricreare la vita ecologica del pianeta. L'energia inversa e complementare del Nucleo Blu è il Nucleo Rosso negativo che è poco studiato poiché risultato dannoso, instabile e ostico da sperimentare.
Il sadico presidente Stone, per essere di nuovo rieletto, decide di sperimentare il Nucleo Rosso su un grosso robot, il Pacificatore e nonostante gli avvertimenti di Tenma e di Elefun applica personalmente il Nucleo Rosso sul Pacificatore che subito dimostra una grande dote combattiva, per poi però perdere il controllo e iniziare ad aggredire i presenti. Elefun riesce a fermare il robot impazzito con una carica di Nucleo Blu, ma il figlio di Tenma, Tobio (che assisteva all'esperimento nonostante il divieto del padre), rimane vaporizzato dal Pacificatore.
Tenma, depresso, torna allora nel suo laboratorio e crea un androide dalle sembianze del figlio, per poi fonderlo con il DNA di Tobio e lo anima con il Nucleo Blu. Nonostante le apparenze gli scienziati suoi colleghi capiscono che per la perdita e il dolore è impazzito. Elefun per cercare di dare sollievo al suo dolore acconsente a dargli il Nucleo Blu e aiutarlo nell'esperimento.
Tobio ritorna, e si ricorda perfettamente di suo padre e di sé stesso. Il nuovo Tobio, oltre alle stesse capacità intellettuali del primo Tobio, è un po' più vivace. Tristemente Tenma si rende conto che questo non riesce a colmare la sua perdita anzi, quando guarda l'androide non fa che ripensare al vero figlio che ha perso e ritiene di avere commesso un errore creandolo.
Un mattino Tobio scopre i suoi poteri robotici (capisce il linguaggio dei robot attorno a lui, è superforte e ha la capacità di volare) ma con disperazione scopre anche che suo padre non gli vuole più bene e decide di fuggire via. L'esercito di Stone lo attacca per catturarlo e lo sconfigge, però Tobio precipita sulla superficie terrestre.
Sulla Terra Tobio incontra tre strani robot: Sparx (il cervello), Robotsky (il muscolo) e Mike (il frigorifero) unici componenti del partito "Fronte Rivoluzionario Robot" (FRR). Il bizzarro trio rinomina Tobio con il nome di "Astro". Astro scopre che sulla terra esistono ancora insediamenti di vita umana e fa conoscenza con una ragazza, Cora (proveniente da Metro-city) e il suo robot-cagnolino Pattumiera e conosce anche uno strambo individuo umano: Hammegg, che ripara i robot difettosi, così Astro si spaccia per un ragazzo vero.
Un giorno, mentre Astro e i suoi nuovi amici passeggiano per il bosco, scoprono un grande robot non funzionante, che Astro rianima di nascosto con l'ausilio del Nucleo Blu e poi facendo amicizia con il gigante, chiamato Z.O.G.
Successivamente Hammegg disattiva Astro rivelando la sua identità di robot e lo manda a combattere contro mostruosi robot in un'arena, ma Astro riesce sconfiggerli tutti finché Hammegg manda ZOG a combattere contro Astro. Entrambi rifiutano di scontrarsi.
All'improvviso Stone e le forze armate irrompono sull'arena e catturano Astro riportandolo a Metro-city. Stone ordina a Tenma di disinserire il Nucleo Blu da Astro. Tenma però, dopo avere disattivato Astro, lo riattiva riconoscendolo come figlio e facendolo fuggire.
(Tenma ad Astro)
Stone, rabbioso, reinserisce il Nucleo Rosso al Pacificatore per aizzarlo contro il nemico, ma il robot si ribella fondendosi con Stone e unendo al suo corpo altri pezzi meccanici. Astro si batte contro il Pacificatore, che però assorbe tutta l'energia della città per potenziarsi e la metropoli precipita sulla Terra, ma grazie all'intervento di Astro fa un atterraggio meno brusco.
Il Pacificatore, con tutta l'energia assorbita e i tantissimi pezzi meccanici ricevuti, è diventato un mostro robotico alto cinquanta metri spinto dalla mente di Stone deciso a distruggere la città. Tenma e gli altri vogliono fuggire, ma Astro comprende che il suo destino è di proteggere Metro-city, quindi si sacrifica scagliandosi nel cuore del Pacificatore e unendo il suo Nucleo Blu con quello Rosso del mostro.
(Astro al Pacificatore-Stone)
Negativo e Positivo si fondono annientandosi a vicenda creando una grande esplosione che elimina il Pacificatore, disattivando però Astro. Stone invece è sopravvissuto, ma è completamente impazzito e viene arrestato.
Tutti sono in pena per Astro, ma ZOG lo rianima con l'ausilio dell'energia del Nucleo Blu (come Astro fece per lui) e l'eroe si riprende acclamato da tutti. Cora e i suoi amici si ricongiungono con i loro genitori, mentre Tenma ed Elefun iniziano già a progettare di utilizzare il Nucleo Blu per ristabilire la vita sul pianeta. All'improvviso la città di Metro-city viene attaccata da un Cthulhu spaziale.
Il film termina con Astro Boy che si avventa sull'avversario.

## Personaggi
- Tobio: è il protagonista del film. È molto intelligente, geniale e curioso sul pacificatore di cui parla il padre, capo del ministero della scienza. Un giorno, tornando a casa dalla scuola, decide di andare al ministero delle scienze invece che a casa. Quando arriva il presidente Stone lo interroga sostenendo che è molto interessato sui robot, Tobio afferma e aggiunge altre cose, che secondo Stone a nessuno piace e ordina di andare in un posto sicuro. Arrivato nel posto Tobio esce di nascosto, poi si ritrova vicino al pacificatore a cui il sadico presidente Stone aveva caricato il nucleo rosso e rimane vaporizzato da esso.
- secondo Tobio: soprannominato "Astro" dagli amici della superficie terrestre e dai robot del partito FRR "Fronte Rivoluzionario Robot. È stato riprodotto da un androide da Tenma, unendoci il DNA del figlio di Tenma, Tobio. Si ricorda perfettamente di se stesso e di suo padre. Ha le stesse capacità del primo Tobio, solo un po' più vivace, ma Tenma non lo apprezza, anzi, guardandolo gli ricorda di averlo perso. Il giorno dopo che è stato creato scopre le sue capacità di capire il linguaggio dei robot, di volare e di usare i raggi X sul corpo. Alla fine riesce a salvare la terra dal pacificatore e da un Cthulhu spaziale.
- Dr. Tenma: è il padre di Tobio, lavora come capo del ministero delle scienze.
- Horrim: è il robot servo in casa di Tobio e Tenma.
- Dr. Elefun: è il collaboratore di Tenma. È colui che ha scoperto due nuovi tipi di energia nucleare: il Nucleo Blu positivo, derivato da una stella di neutroni e più potente dell'energia nucleare, ma per niente dannosa, e con esso intende ricreare la vita ecologica della terra, e il Nucleo Rosso negativo, che è poco studiato poiché risultato dannoso, instabile e ostico da sperimentare.
- Generale Stone: è il presidente del ministero delle scienze. È infido e senza scrupoli, sempre fissato a fare funzionare il pacificatore con il Nucleo Rosso. Alla fine verrà arrestato per la sua pazzia.
- FFR: abbreviazione di Fronte Rivoluzionario Robot. È composto da Sparx il Cervello, Robotsky il Muscolo e da Mike il frigorifero. Il loro obiettivo è quello di liberare i robot, ma hanno dei piani assurdi che li portano a fare solo guai.
- Pacificatore: è il robot del Ministero delle Scienze. È il robot preferito del sadico Presidente Stone, che lo carica sempre con il Nucleo Rosso. Alla fine del film sta per distruggere la terra, ma viene fermato da Astro e muore assieme a quest'ultimo.
- Cora: è l'amica della superficie terrestre che conosce Astro quando scappa di casa. cerca sempre robot.
- Robot Cane-Pattumiera: è un robot che hanno trovato Cora e Hammegg. È un incrocio fra robot, cane e pattumiera.
- ZOG: è un robot morto che Astro ha riportato in vita di nascosto con l'ausilio del nucleo blu.
- Hammegg: è l'amico di Cora. È il primo degli amici di Astro della superficie terrestre a scoprire che quest'ultimo è un robot e non un ragazzo vero.
- robot spruzzino e pulitore: sono due robot che puliscono i vetri alle case che incontra Astro il giorno dopo che è stato creato. All'inizio credono che Tobio sia un ragazzo vero e "volante", ma poi scopriranno che è un robot come loro.

## Produzione
Il film è stato annunciato dalla Imagi Animation Studios già a partire dal settembre 2006, in seguito però lo studio di animazione diede priorità alla post-produzione di TMNT e la produzione poté iniziare solo alla fine del 2007. Il 29 maggio 2009 è stato diffuso il primo trailer ufficiale. Pochi mesi dopo, il 27 luglio 2009, al San Diego Comic-Con International sono state mostrate altre immagini, la locandina ed è stata annunciata la data di uscita della pellicola in alcuni paesi.

## Accoglienza
Il film ha ricevuto recensioni contrastanti dai critici cinematografici. Il sito di recensioni cinematografiche Rotten Tomatoes riporta che solo il 49% di 132 critici hanno dato al film una recensione positiva, con una media voto di 5,6 su 10, mentre il voto del pubblico è del 50%.
Il film è stato un flop in Giappone, debuttando in fondo alla Top 10 della classifica nella settimana di apertura e guadagnando solo 328.457 dollari. Al contrario, il film ha avuto molto successo in Cina, infrangendo un record al botteghino per un film d'animazione in CG seguendo lo stesso schema di film come Dragonball Evolution e Speed Racer, altri film prodotti negli Stati Uniti basati su manga e anime giapponesi che non sono stati grandi successi nel paese d'origine ma hanno avuto molto successo in Cina. Il film è stato anche un flop negli Stati Uniti, aprendo al 6º posto e incassando solo 6.7 milioni nella prima settimana.
Gli incassi mondiali ammontarono a 39.886.986 dollari a fronte di un budget dichiarato di 65 milioni, il che lo rese un flop al botteghino.

## Curiosità
- Durante la sequenza in cui il professor Tenma costruisce Astro, uno degli scienziati che lo assistono nel lavoro è il creatore di Astro Boy, Osamu Tezuka, nella sua famosa raffigurazione con occhiali e cappello rosso.